# Karel Stibor
Karel Stibor, češki hokejist, * 5. november 1924, Praga, Avstro-Ogrska, † 8. november 1948, Rokavski preliv. 
Jarkovský je za češkoslovaško hokejsko reprezentanco igral na enih olimpijskih igrah, kjer je bil dobitnik srebrne medalje, ter enem svetovnem prvenstvu, kjer je bil dobitnik ene zlate medalje. 
Umrl je v letalski nesreči, ko je letalo s češkoslovaško reprezentanco strmoglavilo v angleški kanal med letom iz Pariza v London. Leta 2010 je bil sprejet v Češki hokejski hram slavnih.